# ایدا آلبری
ایدا آلبری (انگلیسی: Ida Aalberg; ۴ دسامبر ۱۸۵۷ – ۱۷ ژانویهٔ ۱۹۱۵) بازیگر اهل دوک‌نشین بزرگ فنلاند بود.